# Popovača
Popovača  è un comune della Croazia di 12 701 abitanti della regione di Sisak e della Moslavina.